# Léster Blanco
Mark Léster Blanco Pineda (né le 17 janvier 1989 à Soyapango au Salvador) est un footballeur international salvadorien, qui joue au poste d'ailier.

## Biographie

### Carrière de club
Blanco est formé dans les rangs de l'équipe de jeunes du Fútbol Blanco Sport avant de faire ses débuts en deuxième division salvadorienne (Segunda División de Fútbol Salvadoreño) avec le Club Deportivo Atlético Marte en 2004. Après une année passée au Telecom, il rejoint le club de l'Alacranes Del Norte (Nejapa FC) puis s'en va rejoindre l'équipe du Club Deportivo Chalatenango en prêt avant de retourner au Marte. Il rejoint ensuite Metapan pour la Clausura 2010.
Blanco est un joueur crucial lors de la finale de l'Apertura 2010  lorsqu'il inscrit deux des trois buts pour Isidro Metapán, leur donnant le quatrième titre de leur histoire.

### Carrière internationale
Blanco fait ses débuts avec l'équipe du Salvador en octobre 2007 lors d'un match amical contre le Costa Rica.